# Greatest Hits (álbum de The Police)
Greatest Hits es un álbum recopilatorio de The Police, lanzado en 1992, alcanzando el puesto n° 10 en las listas de ventas del Reino Unido. La lista de canciones es similar a Every Breath You Take: The Singles de 1986, excepto por la versión de "Don't Stand So Close to Me" de aquel año. Además, incluye "The Bed's too Big Without You", "Synchronicity II", So Lonely,  y "Tea in the Sahara".
En 1996, Greatest Hits fue editado con otra lista de temas y portada, incluyendo las dos versiones de "Don't Stand So Close to Me" y un remix de "Message in a Bottle", y omitiendo las mismas canciones en Every Breath You Take: The Singles.

## Canciones
- Todas las canciones fueron escritas y compuestas por Sting.

1. "Roxanne" – 3:11
2. "Can't Stand Losing You" – 2:47
3. "So Lonely" - 4:47
4. "Message in a Bottle" – 4:50
5. "Walking on the Moon" – 5:01
6. "The Bed's too Big Without You" - 4:24
7. "Don't Stand So Close to Me" – 4:00
8. "De Do Do Do, De Da Da Da" – 4:06
9. "Every Little Thing She Does Is Magic" – 4:19
10. "Invisible Sun" – 3:44
11. "Spirits in the Material World" – 2:58
12. "Synchronicity II" - 5:00
13. "Every Breath You Take" – 4:13
14. "King of Pain" – 4:57
15. "Wrapped Around Your Finger" – 5:14
16. "Tea in the Sahara" - 4:11

## Músicos
The Police
- Sting - Bajo, saxofón, teclados, armónica y voz líder.
- Andy Summers - Guitarra, teclados y coros.
- Stewart Copeland - Batería, percusión y coros.

Colaboradores
- Jean Roussel - Piano en "Every Little Thing She Does Is Magic".
- Duane Michals - Fotografía.
- Hugh Padgham - Ingeniero de sonido y Producción.